# Natació al Campionat del Món de natació de 2013 – 800 m lliures masculí
Els 800 metres lliures masculí es van celebrar entre el 30 i el 31 de juliol de 2013 al Palau Sant Jordi a Barcelona.

## Rècords
Els rècords del món abans de començar la prova:
| Rècord del món       | Lin Zhang, R.P. de la Xina | 7:32.12 | Roma, Italia | 29 de juliol de 2009 |
| Rècord del campionat | Lin Zhang, R.P. de la Xina | 7:32.12 | Roma, Italia | 29 de juliol de 2009 |

## Resultats
NR: Rècord Nacional 

### Sèries[1]
| Posició | Sèrie | Carrer | Nom                  | País            | Temps   | Notes |
| ------- | ----- | ------ | -------------------- | --------------- | ------- | ----- |
| 1       | 2     | 4      | Connor Jaeger        | Estats Units    | 7:49.28 | Q     |
| 2       | 3     | 4      | Sun Yang             | R.P. de la Xina | 7:49.37 | Q     |
| 3       | 4     | 4      | Ryan Cochrane        | Canadà          | 7:49.58 | Q     |
| 4       | 4     | 5      | Michael McBroom      | Estats Units    | 7:50.62 | Q     |
| 5       | 3     | 3      | Oussama Mellouli     | Tunísia         | 7:50.77 | Q     |
| 6       | 2     | 8      | Pál Joensen          | Illes Fèroe     | 7:50.81 | Q     |
| 7       | 3     | 5      | Gregorio Paltrinieri | Itàlia          | 7:52.33 | Q     |
| 8       | 4     | 6      | Jordan Harrison      | Austràlia       | 7:52.55 | Q     |
| 9       | 3     | 8      | Matias Koski         | Finlàndia       | 7:54.70 | NR    |
| 10      | 3     | 2      | Filip Zaborowski     | Polònia         | 7:55.65 |       |
| 11      | 2     | 5      | Gabriele Detti       | Itàlia          | 7:56.15 |       |
| 12      | 4     | 3      | Daniel Fogg          | Regne Unit      | 7:56.62 |       |
| 13      | 4     | 2      | Sören Meissner       | Alemanya        | 7:56.64 |       |
| 14      | 3     | 6      | Ayatsugu Hirai       | Japó            | 7:56.69 |       |
| 15      | 3     | 1      | Marc Sánchez         | Espanya         | 7:57.64 |       |
| 16      | 4     | 7      | Devon Myles Brown    | Sud-àfrica      | 7:57.69 |       |
| 17      | 4     | 1      | Damien Joly          | França          | 7:57.79 |       |
| 18      | 2     | 3      | Serhiy Frolov        | Ucraïna         | 7:58.70 |       |
| 19      | 4     | 0      | Richárd Nagy         | Eslovàquia      | 7:59.69 |       |
| 20      | 3     | 7      | Martin Grodzki       | Alemanya        | 8:00.36 |       |
| 21      | 2     | 7      | Pawel Furtek         | Polònia         | 8:00.56 |       |
| 22      | 2     | 6      | Gergő Kis            | Hongria         | 8:00.92 |       |
| 23      | 2     | 1      | David Brandl         | Àustria         | 8:05.45 |       |
| 24      | 3     | 9      | Uladzimir Zhyharau   | Belarús         | 8:05.51 |       |
| 25      | 2     | 0      | Anton Sveinn McKee   | Islàndia        | 8:08.71 |       |
| 26      | 4     | 8      | Ahmed Akaram         | Egipte          | 8:08.73 |       |
| 27      | 4     | 9      | Alejandro Gómez      | Veneçuela       | 8:09.04 |       |
| 28      | 3     | 0      | Arturo Pérez Vertti  | Mèxic           | 8:09.23 |       |
| 29      | 1     | 5      | Marcelo Acosta       | El Salvador     | 8:17.39 |       |
| 30      | 1     | 4      | Jang Sang-Jin        | Corea del Sud   | 8:18.51 |       |
| 31      | 2     | 2      | Martin Naidich       | Argentina       | 8:20.53 |       |
| 32      | 2     | 9      | Nezir Karap          | Turquia         | 8:21.31 |       |
| 33      | 1     | 3      | Khader Baqleh        | Jordània        | 8:43.13 |       |
| 34      | 1     | 6      | Brandon Schuster     | Samoa           | 9:27.45 |       |

### Final[2]
| Posició | Carrer | Nom                  | País            | Temps   | Notes |
| ------- | ------ | -------------------- | --------------- | ------- | ----- |
| 1       | 5      | Sun Yang             | R.P. de la Xina | 7:41.36 |       |
| 2       | 6      | Michael McBroom      | Estats Units    | 7:43.60 | NR    |
| 3       | 3      | Ryan Cochrane        | Canadà          | 7:43.70 |       |
| 4       | 4      | Connor Jaeger        | Estats Units    | 7:44.26 |       |
| 5       | 8      | Jordan Harrison      | Austràlia       | 7:47.38 |       |
| 6       | 1      | Gregorio Paltrinieri | Itàlia          | 7:50.29 |       |
| 7       | 7      | Pál Joensen          | Illes Fèroe     | 7:52.57 |       |
| 8       | 2      | Oussama Mellouli     | Tunísia         | 7:52.79 |       |